# Walk This Way
Walk This Way este un cântec aparținând trupei rock americane Aerosmith. Această piesă combină elemente de funk și hard rock și face parte din albumul Toys in the Attic din 1975. Cântecul a ocupat poziția 10 în Billboard hot 100 la începutul anului 1977, iar odată cu colaborarea între doi dintre membrii formației ( vocalistul Steven Tyler și chitaristul Joe Perry) cu grupul de hip-hop Run-DMC, Walk this Way a ajuns un hit. În videoclipul făcut în colaborare cu Run-DMC se prezintă rivalitatea dintre rock n roll și nou apăruta muzică hip-hop într-un mod inedit: două grupuri de muzicieni sunt despărțite de un perete subțire și fragil: din cauza acordurilor de chitară electrică din partea rockerilor, rapperii sunt deranjați, iar astfel se hotărăsc să se răzbune cântând hip-hop cu volumul la maxim pe versurile melodiei. Într-un final, vocalistul Steven Tyler, fiind deranjat de prestația rapperilor, sparge peretele și începe să cânte refrenul. Într-un final muzicienii rock și cei hip-hop cântă piesa împreună pe aceeași scenă. Colaborarea între Aerosmith și Run-DMC a reprezentat începutul unui gen de fuziune între rock și hip-hop, numit rap-rock. Single-ul a câștigat în 1987 premiul pentru Soul Train Music Award for Best Rap Single.

### Clasamentul piesei
| Clasamentul muzical (1977) | Poziția de vârf |
| -------------------------- | --------------- |
| Canadian RPM Top Singles   | 7               |
| US Billboard Hot 100       | 10              |

#### Clasamentul de la finalul anului
| Clasamentul muzical (1977) | Poziția |
| -------------------------- | ------- |
| US Billboard Hot 100       | 90      |

## Versiunea Sugababes și Girl Aloud
Grupurile britanice Girls Aloud și Sugababes au realizat un cover al hitului din 1975 al trupei Aerosmith. Single-ul a fost lansat pe data de 12 martie 2007 și toate câștigurile au fost donate.
Premiera videoclipului a avut loc pe data de 2 februarie 2007, pe canalul The Box. Videoclipul este un remake al videoclipului piesei originale, cu Girls Aloud în rolul celor de la Aerosmith iar Sugababes în rolul celor de la Run DMC. În videoclip apar și Davina McCall, Lily Cole, Ewen Macintosh, Jocelyn Jee Esien, Ruby Wax, Graham Norton, Stephen Mangan, Oliver Chris și Natalie Cassidy.

## Track listing-ul și formate
Acestea sunt formatele și Track listing-urile single-ului "Walk This Way".
UK CD Single
1. "Walk This Way" - 2:52
2. "Walk This Way" [Yoad Mix] - 3:01
3. "Walk This Way" [video] - 3:07
4. În spatele scenelor [video]  - 3:15

## Prezența în clasamente
Single-ul a debutat direct pe locul #1 în UK Singles Chart, cu vânzări de peste 50,000 de copii în prima săptămână. Piesa a coborât repede din clasament, în a treia săptămână părăsind top 10 și în a cincea săptămână top 40. În Irlanda single-ul nu s-a bucurat de același succes ca în Regatul Unit, reușind doar un loc #14. În România, Walk This Way nu a avut nici pe departe succesul din MArea Britanie sau Irlanda, reușind doar un loc #54.

## Clasamente
| Clasamentul muzical (2007) | Poziția de vârf |
| -------------------------- | --------------- |
| UK Singles Chart           | 1               |
| UK iTunes                  | 1               |
| UK Download Chart          | 2               |
| Poland Singles Chart       | 7               |
| UK TV Airplay              | 9               |
| Croația Singles Chart      | 10              |
| Irish Singles Chart        | 14              |
| Romanian Singles Chart     | 54              |
| UK Radio Airplay           | 2               |

## Poziții Săptămânale
UK Singles Chart
| Săptămâna | 1 | 2 | 3  | 4  | 5  | 6  | 7  | 8   | 9   | 10  | 11  | 12  | 13  |
| --------- | - | - | -- | -- | -- | -- | -- | --- | --- | --- | --- | --- | --- |
| Poziție   | 1 | 2 | 12 | 24 | 43 | 69 | 86 | 108 | 132 | 155 | 141 | 131 | 184 |

Irish Singles Chart
| Săptămâna | 1  | 2  | 3  | 4  | 5  | 6  |
| --------- | -- | -- | -- | -- | -- | -- |
| Poziție   | 16 | 14 | 17 | 20 | 24 | 40 |

UK Download Chart
| Săptămâna | 1 | 2  | 3  |
| --------- | - | -- | -- |
| Poziție   | 2 | 11 | 23 |

UK TV Airplay Chart
| Săptămâna | 1 | 2  | 3  | 4 | 5  | 6  | 7  |
| --------- | - | -- | -- | - | -- | -- | -- |
| Poziție   | 9 | 15 | 13 | 9 | 16 | 17 | 21 |

UK Radio Airplay Chart
| Săptămâna | 1  | 2  | 3  | 4      | 5  | 6  | 7  |
| --------- | -- | -- | -- | ------ | -- | -- | -- |
| Poziție   | 78 | 95 | 67 | 60(re) | 54 | 54 | 71 |